# لیکانگر
لیکانگر (به لاتین: Leikanger) یک شهرداری نروژ در نروژ است که در سون او فیوردانه واقع شده‌است. لیکانگر ۱۸۰٫۰۴ کیلومتر مربع مساحت و ۲٬۲۵۵ نفر جمعیت دارد.

## خواهرخوانده
شهر ریبه خواهرخواندهٔ لیکانگر هست.